# Simon (computador)
Simon era un ordinador basat en relés, descrit per Edmund Berkeley en una sèrie de tretze articles de construcció a la revista Radio-Electronics, des d'octubre de 1950. Destinat a la finalitat educativa de demostrar el concepte d'ordinador digital, no es podia utilitzar per a cap càlcul pràctic significatiu ja que només tenia dos bits de memòria. El 1950, es va vendre per 600 dòlars EUA. Alguns l'han descrit com el "primer ordinador personal ", encara que la seva capacitat extremadament limitada i la seva inadequació per a un ús que no sigui com a demostració educativa fan que aquesta classificació sigui qüestionable.

## Història
El "projecte Simon" va sorgir com a resultat del llibre de Berkeley Giant Brains, or Machines That Think, publicat el novembre de 1949, on l'autor deia:
Considerarem ara com podem dissenyar una màquina molt senzilla que pensi... Diguem-li Simon, pel seu predecessor, Simple Simon... Simon és tan senzill i tan petit de fet que es podria construir per omplint menys espai que una caixa de supermercat; uns quatre peus cúbics.... Pot semblar que un model simple d'un cervell mecànic com Simon no té una gran utilitat pràctica. Al contrari, Simon té el mateix ús en la instrucció que un conjunt d'experiments químics simples: estimular el pensament i la comprensió, i produir entrenament i habilitat. Un curs de formació sobre cervells mecànics podria incloure molt bé la construcció d'un model de cervell mecànic senzill, com a exercici.
El novembre de 1950, Berkeley va escriure un article titulat Simple Simon per a la revista Scientific American, que descrivia els principis de la informàtica digital al públic en general. Malgrat l'extrema manca de recursos de Simon (només podia representar els números 0, 1, 2 i 3), Berkeley va afirmar a la pàgina 40 que la màquina "posseïa les dues propietats úniques que defineixen qualsevol cervell mecànic: pot transferir informació automàticament des de qualsevol un dels seus "registres" a qualsevol altre, i pot realitzar operacions de raonament de durada indefinida". Berkeley va concloure el seu article anticipant-se al futur:
Potser algun dia podrem tenir fins i tot tinguem petits ordinadors a casa nostra, que s'alimentin de línies elèctriques com neveres o ràdios... Ens podran recordar fets que ens costaria recordar. Podran calcular comptes i impostos sobre la renda. Els escolars amb deures podran demanar la seva ajuda. Fins i tot podran recórrer i enumerar combinacions de possibilitats que hem de tenir en compte per prendre decisions importants. Potser trobarem el futur ple de cervells mecànics treballant per nosaltres

## Especificacions tècniques
L'arquitectura de Simon es basava en relés. Els programes funcionaven a partir d'una cinta de paper estàndard, amb cinc files de forats per a les dades. Els registres i ALU només emmagatzemen 2 bits. L'usuari introduïa les dades mitjançant paper perforat o amb cinc tecles al panell frontal. La màquina emetia les dades del resultat mitjançant cinc llums.
La cinta perforada servia no només per introduir dades, sinó també com a emmagatzematge de memòria de treball. La màquina executava instruccions en seqüència, mentre les llegia de la cinta. Podia realitzar quatre operacions: suma, negació, major que i selecció.